# Elia Suleiman
Pour les articles homonymes, voir Suleiman.
Elia Suleiman (en arabe : إيليا سليمان), né le 28 juillet 1960 à Nazareth (Israël), est un réalisateur, scénariste et acteur chrétien palestinien de nationalité israëlienne.
Il est surtout connu pour son film sorti en 2002, Intervention divine, une comédie tragique moderne sur la vie quotidienne dans les territoires palestiniens qui remporte en 2002 le prix du jury au festival de Cannes. Souvent comparé à Tati ou Keaton, Elia Suleiman manie le burlesque et la gravité avec le même sens poétique.

## Biographie
À propos de sa nationalité israëlienne, Suleiman exprime son sentiment :

« […] lorsque je suis en Israël, ils me demandent : "Comment pouvez-vous vous déclarer palestinien, alors que vous vivez à Nazareth, en Israël ? Et que vous avez un passeport israélien ?" Je réponds : "Oui, c’est le foutu passeport que vous m’imposez !" »

Entre 1982 et 1993, Suleiman vit à New York, où il réalise deux courts métrages : Hommage par assassinat et Introduction à la fin d'un argument (en), qui montre la représentation des Arabes à la télévision et dans le cinéma hollywoodien, qui lui valent plusieurs récompenses. En 1994, il déménage à Jérusalem où la Commission européenne le charge de créer un département Cinéma et Média à l'université de Bir Zeit. Ses essais et articles sont publiés en anglais, arabe et français. Il a également fait des conférences et lectures publiques dans les universités du monde entier.
En 1996, Suleiman réalise Chronique d'une disparition, son premier long métrage traitant de l'identité palestinienne. Ce film est présenté en sélection officielle à la Mostra de Venise 1996.
En 2000, il sort le court métrage Cyber Palestine.
Son deuxième long métrage, Intervention divine, est présenté en sélection officielle au Festival de Cannes 2002 et reçoit le prix du jury. Pour les besoins de ce film, il contacte Yasmine Hamdan pour lui demander l'autorisation d’utiliser deux chansons du groupe Soapkills ; ils se marieront par la suite.
En 2006, Suleiman est membre du jury du Festival de Cannes présidé par le réalisateur hongkongais Wong Kar-wai.
Son troisième long métrage, Le Temps qu'il reste, est présenté en sélection officielle au Festival de Cannes 2009.
Lors de la Mostra de Venise 2014, il est membre du jury des longs-métrages.
Son film It Must Be Heaven est présenté en sélection officielle au Festival de Cannes 2019 où il remporte une mention spéciale du jury et le Prix FIPRESCI.

## Filmographie

### Réalisateur

#### Longs métrages
- 1996 : Chronique d'une disparition
- 2002 : Intervention divine
- 2009 : Le Temps qu'il reste
- 2019 : It Must Be Heaven

#### Courts et moyens métrages
- 1991 : Introduction à la fin d'un argument (en), moyen-métrage de 45 minutes
- 1992 : Hommage par assassinat
- 1998 : Le Rêve arabe
- 2000 : Cyber Palestine
- 2007 : Chacun son cinéma - segment Awkward
- 2011 : Sept Jours à La Havane - segment Diary of a Beginner

#### Clip
- La Ba'den de Yasmine Hamdan

### Producteur
- 1998 : Chronique d'une disparition
- 2009 : Le Temps qu'il reste

### Scénariste
- 1998 : Chronique d'une disparition
- 2002 : Intervention divine
- 2009 : Le Temps qu'il reste

### Acteur
- 1998 : Chronique d'une disparition
- 2002 : Intervention divine : Es
- 2006 : Bamako d'Abderrahmane Sissako : un cow-boy
- 2009 : Le Temps qu'il reste
- 2011 : Sept Jours à La Havane (segment Diary of a Beginner)
- 2019 : It Must Be Heaven : lui-même

## Distinctions

### Récompenses
- Mostra de Venise 1996 : prix du meilleur premier film pour Chronique d'une disparition
- Festival de Cannes 2002 : prix du Jury pour Intervention divine
- Prix du cinéma européen 2002 : Prix du meilleur film non-européen pour Intervention divine
- Festival de Cannes 2019 : mention spéciale du jury et Prix FIPRESCI pour It Must Be Heaven
- Festival International du Film de Comédie de Liège 2019 : prix du meilleur réalisateur pour It Must Be Heaven

### Sélections
- Festival de Cannes 2001 : Cyber Palestine est présenté à la Quinzaine des réalisateurs
- Festival de Cannes 2009 : Le Temps qu'il reste est présenté en sélection officielle

### Hommage
Une rétrospective lui est consacrée à la Cinémathèque française en 2019.